# Fundamentum Astronomiae
Fundamentum Astronomiae es un manuscrito histórico presentado por Jost Bürgi al emperador Rodolfo II en 1592. Describe los algoritmos basados en trigonometría, a los que Bürgi denominaba Kunstweg, y que pueden usarse para calcular senos con precisión arbitraria.

## Difusión
Bürgi tuvo especial cuidado para evitar que su método se hiciera público en su tiempo. Sin embargo, Henry Briggs (1561-1630) conocía el método, probablemente a través de un enlace con John Dee, quien conocía a Christoph Rothmann, un colega de Bürgi en la corte imperial.

## Método
Bürgi utilizó estos algoritmos, incluida la tabla de multiplicación en el sistema sexagesimal, para calcular el Canon Sinuum, una tabla de senos en pasos de 2 segundos de arco con precisión de 8 lugares sexagesimales. Tales tablas eran extremadamente importantes para la navegación en alta mar. El método de Bürgi solo usa adiciones y divisiones por dos, su procedimiento es elemental y converge con el método estándar.
Johannes Kepler llamó al Canon Sinuum la tabla de senos más precisa conocida. Los algoritmos iterativos obtienen buenas aproximaciones de los senos después de algunas iteraciones, pero no se pueden usar en subdivisiones grandes, porque se producen valores muy grandes. Este fue un primer paso hacia el cálculo de diferencias finitas.
Su amigo Ursus escribió en su Fundamentum astronomicum de 1588, que: "No tengo que explicar a qué nivel de comprensión esta teoría extremadamente profunda y nebulosa ha sido corregida y mejorada por el estudio incansable de mi querido maestro, Justus Bürgi de Suiza, por asiduas consideraciones y pensamiento cotidiano. [...] Por lo tanto, ni yo ni mi querido maestro, el inventor e innovador de esta ciencia oculta, nunca lamentaremos los problemas y el trabajo que hemos empleado".
Bürgi escribió: “Durante muchos cientos de años, hasta ahora, nuestros antepasados han estado usando este método porque no pudieron inventar uno mejor. Sin embargo, este método es incierto y deteriorado, además de engorroso y laborioso. Por lo tanto, queremos realizar esto de una manera diferente, mejor, más correcta, más fácil y más amena. Y queremos señalar ahora cómo se pueden encontrar todos los senos sin la molesta inscripción [de polígonos], es decir, dividiendo un ángulo recto en tantas partes como se desee".